# トラロック

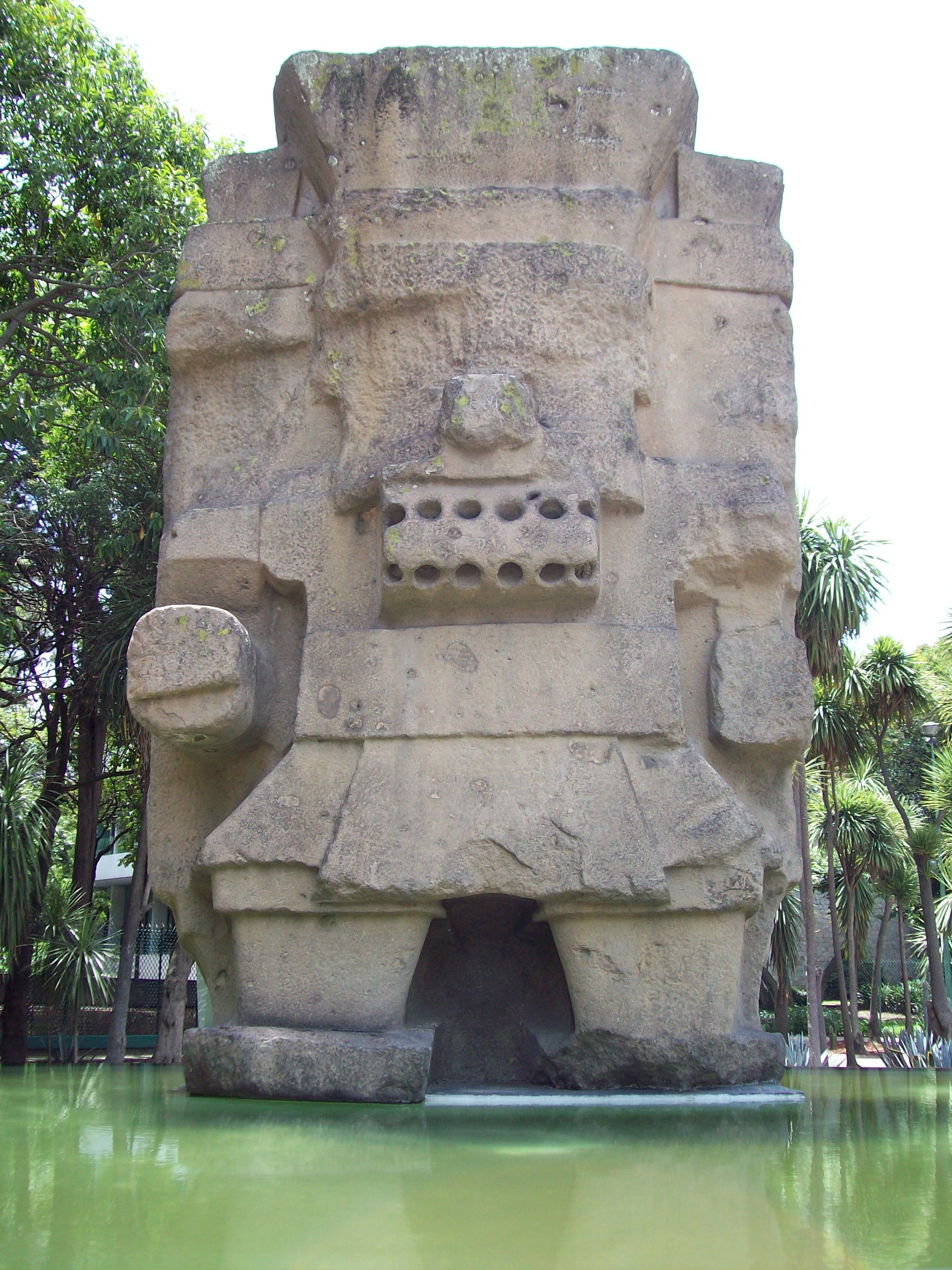
トラロックの石像。

トラロック (Tlaloc) は、メソアメリカ文明の宗教で広く信仰された雨と雷（稲妻）の神。ナワルピリ (Nuhualpilli) とも呼ばれる。トラロックは山の中の洞窟に住むと考えられ、大地に含まれる水とも関係が深いと考える見方もある。
トラロックが干魃と雨を司っていると信じたアステカ人が、子どもを生け贄として捧げていたことから、アステカ文明で信仰されていた雨の神として有名である。
その起源は先古典期終末期、紀元前1世紀のトラパコヤ遺跡出土の土器にヘビのような稲妻を伴った姿で描かれているのが最古とされるが、さらに古くオルメカ時代までさかのぼる可能性を主張する研究者もいる。テオティワカンで主神、雨神としての信仰は隆盛をきわめた。
テオティワカンにおいてトラロックは、他の神々と混同されてきたが、大きな目玉と上唇、大きな歯を特徴としていることのほかに、最近の研究によって口の中にジャガーの犬歯と睡蓮を表す文様を伴うトラロックAと、大きさがほぼ同じ円錐形の歯をもちサポテカの雨神コシーホに似た二又に分かれた舌を持つトラロックBと呼ばれる姿に描かれていることが解明されてきた。
テオティワカンの衰退とともにその信仰は一時弱体化した。一方で、テオティワカン人と交易をしていたマヤ文明でも引き継がれた雨の神はチャックと呼ばれる。チャックの長い鼻に対し、トラロックは大きな両眼と牙が特徴的である。
トラロックは花の女神であるショチケツァルと結婚したが、テスカトリポカが女神を連れ去ったため、マトラルクエイェと再婚。ウィシュトシワトルと呼ばれる姉がいる。
トラロックは「トラリ」 (Tlalli) から派生したとされる。Tlalliは「大地」、ocは「彼は座る」の意であることから、文字通りに訳せば「大地に座るもの」という意味である。トラロックは天からの恵まれた水の神であり、川のような「すでに大地に存在する水」の神は別に存在する（チャルチウィトリクエ）。